# Melittomma brunnea
Melittomma brunnea är en skalbaggsart som beskrevs av Fonseca och Vieira 2000. Melittomma brunnea ingår i släktet Melittomma och familjen varvsflugor. Inga underarter finns listade i Catalogue of Life.